# Wang Zhouyu
Wang Zhouyu (kinesiska: 汪周雨), född 13 maj 1994, är en kinesisk tyngdlyftare.

## Karriär
I augusti 2021 vid OS i Tokyo tog Zhouyu guld i 87-kilosklassen efter att ha lyft totalt 270 kg.